# Endstra-tapes
De Endstra-tapes zijn opnamen van de gesprekken die vastgoedondernemer Willem Endstra van mei 2003 tot januari 2004 voerde met ambtenaren van de Criminele Inlichtingen Eenheid (CIE) van de politie Amsterdam-Amstelland. De gesprekken vonden plaats in een politie-BMW, die rondreed op de ringweg A10. Enkele maanden later, op 17 mei 2004, werd Endstra in Amsterdam geliquideerd.
In de gesprekken verklaarde Endstra te worden afgeperst door de crimineel Willem Holleeder. In de rechtszaak tegen Holleeder, die begon in mei 2006, werden de tapes door het Openbaar Ministerie opgevoerd als bewijsmateriaal. Volgens Holleeders advocaat Bram Moszkowicz was dat niet terecht, aangezien er bij de gesprekken geen sprake was van een politieverhoor, en Endstra geen verklaring had getekend. 
De transcripten van de gesprekken waren voorafgaand aan het proces terechtgekomen in de handen van journalisten, onder andere van NOVA en Het Parool. De twee Parool-journalisten Bart Middelburg en Paul Vugts lieten de teksten, voorzien van een inleiding, in boekvorm verschijnen. De redactie van het tijdschrift Quote plaatste ze op het internet. De familie van Willem Endstra probeerde met een kort geding het boek door de rechter te laten verbieden, maar werd in het ongelijk gesteld omdat de tapes geen auteursrechtelijk beschermd werk zouden zijn. In hoger beroep werd dit vonnis door het hof bekrachtigd. Dit arrest werd echter op 30 mei 2008 in cassatie door de Hoge Raad vernietigd, omdat het hof ten onrechte de eis stelde "dat de maker bewust een werk heeft willen scheppen en bewust creatieve keuzes heeft gemaakt". Na verwijzing oordeelde ook het Gerechtshof Den Haag dat de 'achterbankgesprekken' niet auteursrechtelijk beschermd zijn. De transcripties zijn op internet te raadplegen.